# Bu'ale
Bu'ale (en somali : Bu'aale, en arabe : بالي) est une ville agricole du sud de la Somalie, capitale de la région du Jubbada Dhexe ainsi que de l'État du Jubaland.

## Histoire
En 2006, l'union des tribunaux islamiques conquiert la ville.
Bu'ale devient la capitale de l'État du Jubaland le 2 avril 2013[réf. non conforme].
Depuis 2014, la ville, tout comme celles de Jilib et Jamame, est sous le contrôle du groupe islamiste Al-Shabab.